# Sundabuskgök
Sundabuskgök (Cacomantis sepulcralis) är en fågel i familjen gökar inom ordningen gökfåglar.

## Utseende och läte
Sundabuskgöken är en medelstor gök, med varmbeige anstrykning på strupe, bröst och buk. Runt ögat syns en grå ögonring och stjärten är kraftigt tvärbandad. Vissa honor har en avvikande dräkt, varmt rödbruna med kraftig svart tvärbandning. Liknande sorgbuskgöken är ljusare med kontrasterande grått huvud. Sången består av en ideligen upprepad serie med ljusa, klara och något uppåtböjda visslingar.

## Utbredning och systematik
Sundabuskgök delas in i två underarter med följande utbredning:
- C. s. sepulcralis – förekommer på Malackahalvön samt Stora Sundaöarna och Små Sundaöarna österut till Alor
- C. s. everetti – förekommer i Filippinerna på Basilan och i Suluarkipelagen

Tidigare inkluderades sulawesibuskgöken i arten, men denna urskiljs sedan 2024 som egen art. Längre tillbaka behandlades både sundabuskgök och sulawesibuskgök som del av Cacomantis variolosus och vissa gör det fortfarande.

## Status
IUCN erkänner den inte som egen art, varför dess hotstatus inte bedömts.